# Vitaliano Agan
Vitaliano Agan (Roseller Lim, 27 januari 1935 - Zamboanga City, 2 juni 2009) was een Filipijns politicus. Hij was van 1987 tot 1998 burgemeester van Zamboanga City op het zuidelijke eiland Mindanao.

## Biografie
Agan werd geboren op 27 januari 1935 als zoon van Dionisio Agan en Francisca Duhaylungsod. Vitaliano had nog twee broers en een zus. Op 13-jarige leeftijd werd hij wees, waardoor hij hard moest werken om zijn opleiding te kunnen betalen. Zo werkte hij onder andere paardenverzorger in de stallen van zijn oom. In 1957 behaalde hij een Associate in Arts. Hij vervolgde zijn opleiding aan hetzelfde instituut en behaalde in 1962 zijn Bachelor-diploma Rechten. Hij slaagde daarop ook voor het toelatingsexamen voor de Filipijnse balie (bar exam) en ging werken als advocaat.
Op 11 november 1971 begon Agan's politieke carrière toen hij werd gekozen als raadslid van Zamboanga City. Na de val van Ferdinand Marcos werd Agan op 2 juni 1987 aangesteld als burgemeester van de stad. Op 2 juni 1987 volgde Agan burgemeester Rini Climaco op, die ontslag had genomen om zich voor te bereiden op de verkiezingen voor een zetel in het Huis van Afgevaardigden. Zodoende begon hij aan de verkiezingen van 1988 als zittend burgemeester van Zamboanga. Op 18 januari won hij deze verkiezingen tegen Manuel Dalipe, burgemeester tot de val van Marcos. Agan werd zowel in 1995 als in 1998 herkozen.
Tijdens zijn periode als burgemeester zette hij zich in voor armoedebestrijding, opleiding en scholing. Een van zijn prioriteiten was de bouw van middelbare scholen in de grotere barangays.
Agan overleed op 74-jarige leeftijd in het Zamboanga Doctors hospital aan de gevolgen van longkanker.